# Pakašnica
Pakašnica (en serbe cyrillique : Пакашница) est une localité de Serbie située sur le territoire de la Ville de Kruševac, district de Rasina. Au recensement de 2011, elle comptait 2 346 habitants.
Pakašnica est officiellement classée parmi les villages de Serbie.

## Démographie

### Évolution historique de la population
| 1948 | 1953 | 1961 | 1971 | 1981  | 1991  | 2002  | 2011  |
| ---- | ---- | ---- | ---- | ----- | ----- | ----- | ----- |
| 527  | 585  | 725  | 938  | 1 040 | 1 307 | 1 929 | 2 346 |

|  |